# Stavshultsgården

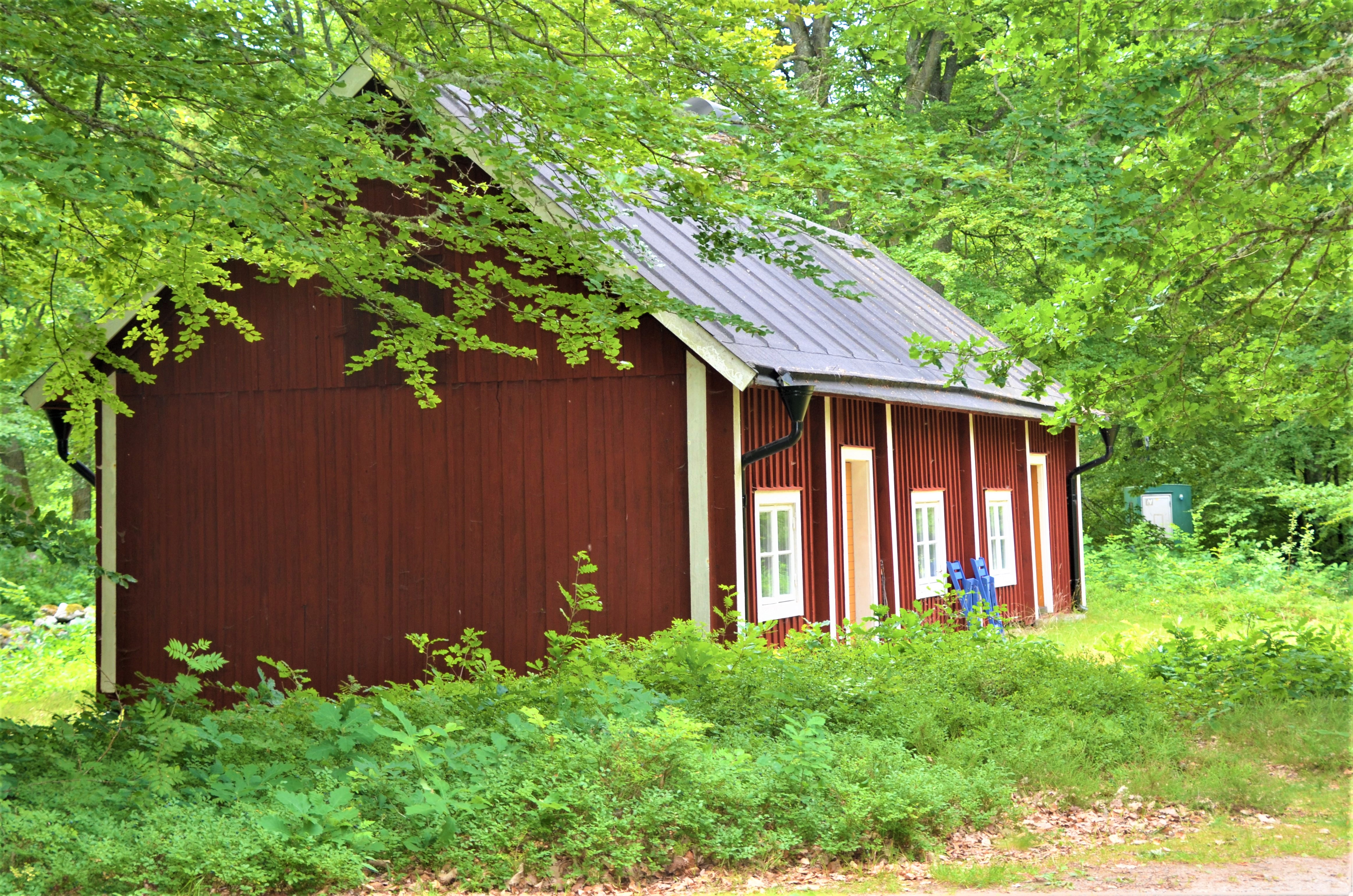
Friskastugan

Stavshultsgården, eller Skansens hembygdsmuseum, är en ryggåsstuga i närheten av Sibbarps skans söder om Osby. Det ligger på en höjd mellan Helge å och Osbysjön och intill naturreservatet Osby skansar. 
Stavshultsgården låg tidigare i Övre Stavshult i Visseltofta socken, inköptes av Osby hembygdsförening och flyttades till Sibbarp 1940. Det är en ryggåsstuga, som delvis är från 1600-talet. Gården var en gång i tiden fyrlängad.
Vid Stavshultsgården ligger också Friskastugan från 1700-talet, vilken tidigare legat vid Norra porten och bland annat varit fattigstuga.
Skansens hembygdsmuseum drivs av Osby hembygdsförening. I museet finns bland annat en skomakarverkstad och en snickarverkstad.
Strax söder om Stavhultgården restes 1911 en minnessten över slaget vid Sibbarps skans 1673.